# Logoteta postal
Logoteta postal (en griego:λογοθέτης τοῦ δρόμου, logotetas tou dromou), era el jefe del departamento del puesto público ( latín: cursus publicus, en griego: δημόσιος δρόμος, dēmosios dromos, o simplemente: ὁ δρόμος, ho dromos), y uno de los ministros fiscales más importantes (logoteta) del Imperio bizantino.

## Historia y funciones
La oficina del logoteta postal, se atestigua explícitamente por primera vez en torno al año 762, pero sus orígenes se remontan a los funcionarios que supervisaban el Cursus publicus (Correo público) en la Antigüedad tardía. Hasta finales del siglo IV, la administración del Cursus publicus del Imperio romano era responsabilidad de las prefecturas pretorianas. Debido al abuso del correo y sus privilegios por parte de los funcionarios de la prefectura pretoriana, a finales del siglo IV la supervisión del correo pasó al magister officiorum, mientras que la administración diaria permaneció en manos de la prefectura pretoriana. Como resultado, un funcionario conocido como el curiosus cursus publici, el inspector del Cursus publicus, está atestiguado en el Notitia dignitatum de finales del siglo IV (Pars Orientalis, XI.50 ) como uno de los principales ayudantes del magister officiorum. La doble administración del Correo público por los prefectos pretorianos y el magister officiorum continuó en el siglo VI, y no fue hasta aproximadamente en el 680 que el Correo público se encontraba totalmente bajo la supervisión del magister officiorum.
Este cargo no aparece en las fuentes supervivientes hasta el año 762, pero debe haber existido antes, ya que las antiguas funciones del magister officiorum fueron eliminadas gradualmente y el cargo en sí mismo prácticamente abolido en el transcurso del siglo VIII. Entre las diversas funciones del magister officiorum, el logoteta postal asumió el control no solamente del Correo público, sino también de la seguridad interna y de los asuntos exteriores del Imperio, encargándose de la recopilación de información sobre pueblos extranjeros, la correspondencia con príncipes extranjeros y la recepción de embajadores. Originalmente el cargo era simplemente uno de los cuatro ministros fiscales superiores o logoteta y el Kletorologion del 899 coloca al logoteta postal en el puesto 35 de la jerarquía imperial, después del logoteta general (Logothetes tou genikou)(33.º) y el logoteta militar (Logothetes tou stratiotikou) (34.º), pero por encima del logoteta doméstico (Logothetes ton oikeiakon) (40.º). Sin embargo, su importancia aumentó rápidamente y llegó a combinar, según el académico francés Rodolphe Guilland, las funciones de un moderno Ministro del interior, seguridad y asuntos exteriores, aunque su papel en los asuntos exteriores siguió siendo, con mucho, el más importante. Es indicativo de su preeminencia que en las fuentes bizantinas de los siglos IX y X, cuando se menciona «el logothetēs» sin mayor calificación, se suele referir al logoteta postal.
En consecuencia, el titular del cargo a menudo se desempeñaba como ministro principal del Imperio, aunque esto dependía en última instancia del emperador reinante. Los bizantinos nunca formalizaron ese cargo ni lo asignaron a un oficio en particular, sino que se concedía ad hoc sobre la base del favor de cada emperador hacia un cortesano en particular, independientemente del rango o el cargo. Como señala Guilland, los altos funcionarios de la casa imperial -los praipositus sacri cubiculi, parakoimomenos y protovestiarios- tenían muchas más oportunidades de atraer el favor imperial y, por consiguiente, eran elegidos con más frecuencia para ocupar el cargo de ministro principal. Entre los notables logotetas postal que desempeñaron el cargo de ministros principales figuran Estauracio, bajo la dirección de la emperatriz Irene de Atenas (r. 797-802), Teoctisto durante la regencia de la emperatriz Teodora (842-856), Stylianos Zautzes en los primeros años del reinado de León VI el Sabio (r. 886-912), León Focas el Joven durante el gobierno de su hermano Nicéforo II (r. 963-969), Juan bajo Constantino IX (r. 1042-1055), y Nikephoritzes bajo Miguel VII Ducas (r. 1071-1078).
El De Ceremoniis del siglo X de Constantino VII (r. 913-920, 944-959) describe los papeles administrativos y ceremoniales del logoteta postal: fue recibido en audiencia todas las mañanas por el emperador en el crisotriclino, presentó a los altos funcionarios en las ceremonias de entrega de premios, y tuvo un papel destacado en la recepción de embajadas extranjeras, así como en la exhibición de cautivos. Tras las reformas del emperador Alejo I Comneno (r. 1081-1118), hacia el año 1108, el logoteta postal dejó de existir como departamento, pero quedó el logoteta, que ahora se encargaba de las comunicaciones oficiales y de la supervisión de los extranjeros residentes en Constantinopla. Al mismo tiempo, el logoteta postal perdió su preeminencia entre los altos ministros en favor del logoteta secreto, puesto que más tarde evolucionó hasta el gran logoteta.

## Funcionarios subordinados
Los subordinados del logoteta postal fueron:
- El prōtonotarios tou dromou (πρωτονοτάριος τοῦ δρόμου), su adjunto principal.[10]
- Los chartoularioi tou [oxeos] dromou (χαρτουλάριοι τοῦ [ὀξέος] δρόμου), que eran oficinistas con el rango de spatharios, combinando las funciones de los curiosi per omnes provincias romanas que se encuentran en el Notitia dignitatum y de los funcionarios a cargo del scrinium barbarorum, la "Oficina de los Bárbaros".[10][4]
- Varios episkepsis (ἐπισκεπτῆται), funcionarios a cargo de las diversas fincas imperiales.[12]
- Los traductores (ἑρμηνευταῖ, hermēneutai), también atestiguaron (intérpretes diversarum gentium) en el Notitia dignitatum.[12][4]
- El curator (κουράτωρ του ἀποκρισιαρείου), a cargo de la apokrisiarieion, un edificio en Constantinopla que albergaba a los enviados extranjeros.[12]
- Varios inspectores, los diatrechontes (διατρέχοντες, los antiguos cursores romanos) y los mensajeros (μανδάτορες, mandator).[12]